# Baltasar Abadal i Vallès
Baltasar Abadal i Vallès (Manresa, Bages 1886 - Barcelona, 1937) va ser un director, operador i empresari de cinema català.
Propietari del cinema Gaumont a Manresa i representant per a la venda a Espanya de les pel·lícules de les principals cases franceses de l'època (Pathé, Star Film de Méliès, etc.). A començaments del segle xx instal·là a la Rambla de Barcelona un taller per a acolorir pel·lícules, el qual obtingué un gran èxit. Com a operador i director començà rodant documentals i reportatges cinematogràfics i funda la productora Lotos Films. Realitzà un dels primers films sincronitzats en català: El Nandu va a Barcelona.

## Filmografia
1905:
- Reportajes sobre Barcelona

1906: 
- Escenas del entierro de la infanta María Teresa
- Boda del rey Alfonso XIII y atentado del anarquista Morral

1907: 
- Rajadel
- Can Torra del Forn
- Manresa, vista de actualidad
- La nevada del divendres
- Descarrilamiento del puente de la Noguera
- Ensorrament de la casa sota els corrals

1911: 
- Catástrofe ferroviària de la línea del Norte, entre Viladecans y Olesa

1918:
- El rey de las montañas

1919:
- ¿Sueño o realidad?

1920:
- Tenacidad
- El oprobio
- Los buitres de la aldea

1923:
- ¡Cuánto he sufrido por ti, Marieta! (també amb el títol: Quant he patit per tu, Marieta!)
- Explotación de los cementos Sansón
- Ellas y ellos

1930:
- El Nandu va a Barcelona

1932-33:
- El señor Ramón (també amb el títol: El senyor Ramon)